# Processus créatif

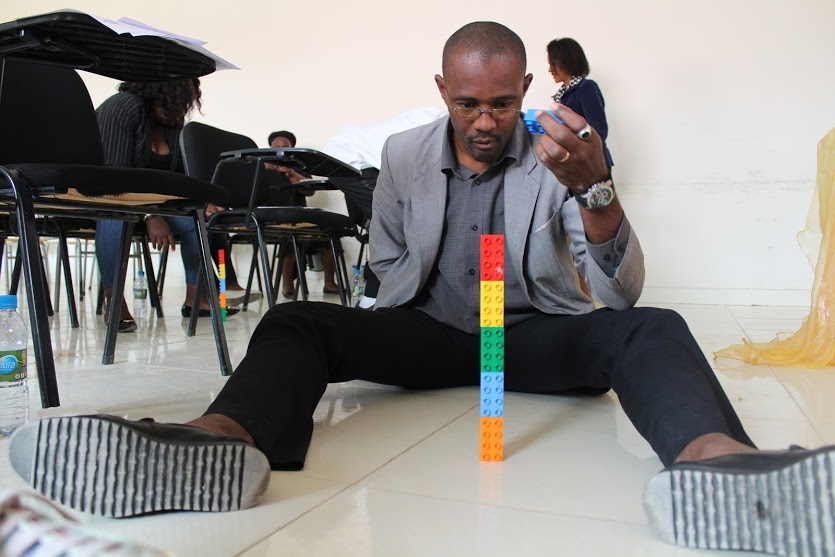
Atelier de créativité dans une entreprise angolaise.

Un processus créatif est un processus psychologique ou psycho-sociologique, volitif (conatif) et cognitif qui aboutit à une production jugée créative, innovante ou inventive.
Ce processus peut être vu comme :
- une succession d'étapes (p. ex. intuition initiale, saturation, incubation, illumination ou "Euréka", vérification)
- et/ou une alternance entre différents modes de pensée (p. ex. divergent/convergent).

Un processus créatif peut être individuel ou collectif (en petit groupe).

## Processus créatif individuel
Ce sont ceux de l'inventeur, de l'artiste, du scientifique.
Ils sont du ressort de la psychologie, psychologie conative (créer, c'est d'abord « vouloir » modifier quelque chose) et psychologie cognitive (et « savoir » comment faire).
On peut citer:
- l'intuition
- la bissociation
- la sérendipité
- l'incubation-illumination

## Processus créatif collectif
Ce sont ceux utilisés par des organisations quand elles ont un déficit d'individus créatifs en interne et qu'elles ne veulent pas sous-traiter leur créativité en externe. Ou bien quand elles cherchent à exploiter la créativité potentielle de leur personnel.
Ils sont du ressort de la psychosociologie.
Comme la créativité collective — du jour ou l'on a décidé de la privilégier par rapport à un ensemble de créativités personnelles — génère beaucoup de freins et de blocages psycho-sociologiques, elle nécessite la mise en œuvre de méthodes ou de techniques (comme le remue-méninges) qui les font sauter ou les minimisent.